# Klenove, Tulciîn
Klenove (în ucraineană Кленове) este un sat în așezarea urbană Șpîkiv din raionul Tulciîn, regiunea Vinnița, Ucraina.

## Demografie
Componența lingvistică a localității Klenove
     Ucraineană (92%)
     Rusă (8%)
Conform recensământului din 2001, majoritatea populației localității Klenove era vorbitoare de ucraineană (92%), existând în minoritate și vorbitori de rusă (8%).